# Multikonst
Multikonst var ett folkbildningsprojekt genomfört 1967 av Konstfrämjandet, Sveriges Radio-TV och Statens försökverksamhet med riksutställningar, Riksutställningars föregångare. 66 konstverk av 68 konstnärer visades på 100 svenska orter samtidigt under parollen "God konst till måttliga priser". Utställning är en av de största manifestationerna för svensk samtidskonst som genomförts. Den fick även ett mycket stort publikt genomslag med mer än 350 000 besökare. Utställningsprojektet kom att samla de vid denna tid mest namnkunniga och aktuella konstnärerna från flera olika generationer. På utställningen fick även flera yngre konstnärer sitt genombrott. Projektet stora mediala genomslag berodde även på samarbetet med TV (Sveriges Radio) som direktsände invigningen av Multikonst, samt ordnade konstprogram i TV i anslutning till projektet.
Projektet var omdebatterat, då det av vissa ansågs verka banaliserande. 
| Konstnär                       | Verk                                  | Teknik                                 | Pris 1967 | Upplaga |
| ------------------------------ | ------------------------------------- | -------------------------------------- | --------- | ------- |
| Inga Bagge                     | Porr 1                                | skulptur, brons                        | 250 SEK   | 105     |
| Bertil Berg                    | Kvadrat utan hörn på gul skiva        | skulptur, plexiglas/foto/träfiberskiva | 400 SEK   | 100     |
| Torsten Billman                | Moskvakväll                           | grafik, träsnitt                       | 90 SEK    | 110     |
| Barbro Bäckström               | Avstannad rörelse framåt              | skulptur, aluminium                    | 425 SEK   | 100     |
| Holger Bäckström               | Ofrivillig förvandling - sjunde dagen | blandteknik, kartong/litografi         | 150 SEK   | 100     |
| Bengt Böckman                  | Departement U                         | grafik, etsning                        | 90 SEK    | 200     |
| Erik Chambert                  | Damen med hunden                      | skulptur, plexiglas                    | 300 SEK   | 100     |
| Rune Claesson                  | Fontän i landskap                     | grafik, etsning                        | 90 SEK    | 100     |
| Siri Derkert                   | Ansikte                               | skulptur, stålband/betong              | 450 SEK   | 100     |
| Gerry Eckhardt                 | Rörlig form                           | grafik, träsnitt                       | 90 SEK    | 100     |
| Björn Eneroth                  | Saxkamp                               | rörligt collage, kartong               | 110 SEK   | 100     |
| Pye Engström                   | Lek för vuxna                         | skulptur, brons                        | 450 SEK   | 100     |
| Sven Erixson                   | Barnbassängen, Kanarieöarna           | grafik, litografi                      | 90 SEK    | 360     |
| Gösta Gierow                   | Paprikans predikament                 | grafik, seriegrafi                     | 90 SEK    | 110     |
| Lennart Glemme                 | Victoria                              | grafik, linjeetsning                   | 30 SEK    | 100     |
| Lennart Gram                   | Kråka                                 | grafik, litografi                      | 90 SEK    | 210     |
| Knut Gruva                     | Utkant                                | grafik, litografi                      | 90 SEK    | 310     |
| Owe Gustafson                  | Dockskåpet                            | grafik, seriegrafi                     | 90 SEK    | 210     |
| Marylyn Hamilton Gierow        | Häst                                  | skulptur, brons                        | 550 SEK   | 100     |
| Jörgen Hammar                  | Riter                                 | skulptur, terrakotta                   | 400 SEK   | 100     |
| Felix Hatz                     | Ur Normandie-sviten                   | akvarellcollage med etsning/akvatint   | 125 SEK   | 110     |
| Martin Holmgren                | Catalüna II                           | skulptur, brons                        | 575 SEK   | 105     |
| Karl-Erik Häggblad             | Med röd och vit relief                | grafik, svetsgravyr                    | 90 SEK    | 210     |
| Einar Höste                    | Varierad kub                          | skulptur, plast                        | 600 SEK   | 105     |
| Rune Jansson                   | Färgvandring                          | grafik, relieftryck och krita          | 150 SEK   | 100     |
| Albert Johansson               | Biokemisk observans                   | grafik, seriegrafi                     | 50 SEK    | 500     |
| Sven Erik Johansson            | Rigg för resa                         | grafik, litografi                      | 90 SEK    | 210     |
| Lennart Jansson                | Telma                                 | skulptur, brons                        | 425 SEK   | 100     |
| Hanns Karlewski                | Bläderbok: hon gick och kom           | skulptur, plexiglas                    | 225 SEK   | 105     |
| Bengt Kristenson               | Scen med aktörer                      | grafik, litografi                      | 90 SEK    | 210     |
| Nils Kölare                    | Vi färdas med stor hastighet          | målning, collage                       | 225 SEK   | 100     |
| Lars Lindeberg                 | Industrilandskap                      | grafik, linoleumsnitt                  | 90 SEK    | 110     |
| Sven Ljungberg                 | I betlandet                           | grafik, trägravyr                      | 90 SEK    | 210     |
| Evert Lundqvist                | Solen                                 | grafik, etsning                        | 90 SEK    | 110     |
| Birgitta Lundberg-Söderström   | Trädgård                              | grafik, flatbitning                    | 90 SEK    | 200     |
| Berto Marklund                 | L`accouchement                        | skulptur, plast                        | 275 SEK   | 100     |
| Bror Marklund                  | Gestalt i storm                       | skulptur, brons                        | 650 SEK   | 100     |
| Britta Molin                   | Visir visage                          | grafik, etsning                        | 125 SEK   | 200     |
| Endre Nemes                    | från en lång resa 1966                | grafik, litografi                      | 90 SEK    | 215     |
| Göran Nilsson                  | Över heden                            | grafik, linjeetsning                   | 90 SEK    | 110     |
| Acke Oldenburg                 | Ni måste dock veta er plats           | grafik, litografi                      | 90 SEK    | 210     |
| Alf Olsson                     | Van Gogh på slätten 1                 | grafik, linoliumsnitt                  | 90 SEK    | 200     |
| Karl Axel Pehrson              | Accisus                               | skulptur, plast                        | 325 SEK   | 105     |
| Owe Pellsjö                    | Nike från Samotrake                   | skulptur, brons                        | 380 SEK   | 100     |
| Berndt Petterson               | Se på påse                            | blandteknik, papper och plast          | 120 SEK   | 105     |
| Sonja Petterson                | Socker                                | skulptur, terrakotta                   | 325 SEK   | 105     |
| Oscar Reutersvärd              | Stigning                              | skulptur, svetsat järn                 | 250 SEK   | 100     |
| Lennart Rodhe                  | Life and art                          | grafik, litografi                      | 90 SEK    | 310     |
| Lars Rolf                      | Resa utan slut                        | skulptur, plexiglas/förtent koppartråd | 300 SEK   | 100     |
| Nicke Rosén                    | Pusselrelief                          | skulptur, trä                          | 350 SEK   | 100     |
| Christina Rundqvist-Andersson  | Liggande                              | skulptur, brons                        | 575 SEK   | 100     |
| Ulrik Samuelsson               | -                                     | skulptur, trä                          | 190 SEK   | 105     |
| Nils G Stenqvist               | Flod                                  | grafik, etsning                        | 125 SEK   | 200     |
| Kerstin Ström                  | Kväll                                 | grafik, gipsgravyr                     | 90 SEK    | 100     |
| Ture Sjölander & Bror Wikström | Time, triptyk                         | grafik, serigrafi                      | 270 SEK   | 100     |
| Yngve Svedlund                 | Min lilla värld                       | grafik, linjeetsning                   | 90 SEK    | 100     |
| Bertil Herlow Svensson         | 10X10                                 | skulptur, aluminium                    | 400 SEK   | 105     |
| Bo Swenson                     | Kromspegel                            | grafik, litografi                      | 90 SEK    | 210     |
| Gunnar Söderström              | 22 variationer                        | blandteknik, akvatint/plexiglas        | 150 SEK   | 100     |
| Ulf Trotzig                    | Virvel                                | grafik, etsning                        | 90 SEK    | 110     |
| Gösta Wallmark                 | Komplexiglas                          | blandteknik, plexiglas/serigrafi       | 550 SEK   | 105     |
| Erik Wessel-Fougstedt          | Den stora kyrkan                      | grafik, trägravyr                      | 50 SEK    | 500     |
| Jacques Zadig                  | De sökande                            | grafik, linjeetsning                   | 90 SEK    | 100     |
| Torbjörn Zetterholm            | Tistel bland gräs                     | grafik, träsnitt                       | 90 SEK    | 200     |
| Hugo Zuhr                      | Bråte vid stranden                    | grafik, litografi                      | 90 SEK    | 360     |
| Anders Österlin & John Melin   | Tallriken                             | plast                                  | 125 SEK   | 100     |